# Habsburg–Lotaringiai Mária Krisztina főhercegnő
Mária Krisztina (Johanna Jozefa Antónia; Bécs, Ausztria, 1742. május 13. – Bécs, Ausztria, 1798. június 24.), osztrák főhercegnő, Teschen hercegnéja, valamint az Osztrák-Németalföld társkormányzója férje, Albert Kázmér szász–tescheni herceg oldalán 1781 és 1792 között. Ő volt Mária Terézia második leánya és legkedvesebb gyermeke.
A főhercegnő volt Lotaringiai Ferenc István császár és Ausztriai Mária Terézia ötödik leánya, édesanya legkedveltebb gyermeke. Közeli, egyes feltételezések szerint leszbikus viszonyt is folytatott fivére, II. József császár első feleségével, Parmai Izabella főhercegnével. Sógornője halálát követően 1760 körül megismerkedett Albert Kázmér szász–tescheni herceggel, akivel hamar egymásba szerettek. Ugyan Alberttel való kapcsolata nem illett édesanyja dinasztikus házasságpolitikájába, ennek ellenére Mária Terézia mégis engedélyezte, hogy legkedvesebb leánya szerelemből házasodjon.
Férje helytartói kinevezését követően Pozsonyban, majd társkormányzóvá válásuk után Brüsszelben éltek. Kapcsolatukból egy leánygyermek született, aki egy napos korában elhunyt. 1792-ben örökbe fogadták Mária Krisztina másik fivérének, Péter Lipótnak halálát követően annak egyik árván maradt fiát, Károly Lajos főherceget. A francia forradalom elől visszatértek Bécsbe, ahol a főhercegnő hastífusz következtében, ötvenhat éves korában elhunyt.

## Élete

### Származása, testvérei
Mária Krisztina főhercegnő édesapja I. (Lotaringiai) Ferenc német-római császár (1708–1765) volt, édesanyja Mária Terézia császárné, osztrák uralkodó főhercegnő, magyar és cseh királynő (1717–1780) volt.
A császári pár 16 gyermekének sorában Mária Krisztina született ötödikként (negyedik leányként). A családban „Mimi”-nek becézték. Felnőttkort megérő testvérei:
- Mária Anna Jozefa főhercegnő (1738–1789), betegsége miatt egy Klagenfurti kolostorba vonult vissza.
- József Benedek Ágost főherceg (1741–1790), később II. József néven német-római császár, magyar és cseh király (1764–1790).
- Mária Krisztina főhercegnő (1742–1798), tescheni hercegnő.
- Mária Erzsébet főhercegnő (1743–1808), akit XV. Lajos francia király feleségéül szántak, de betegsége miatt egy innsbrucki kolostorba kényszerült vonulni.
- Károly József Emánuel főherceg (1745–1761), fiatalon meghalt.
- Mária Amália főhercegnő (1746–1804), aki 1769-ben I. Ferdinánd parmai herceghez (1751–1802) ment feleségül.
- Péter Lipót József főherceg (1747–1792), I. Lipót néven toszkánai nagyherceg, 1790–92 között II. Lipót néven német-római császár, magyar és cseh király.
- Mária Johanna Gabriella főhercegnő (1750–1762), akit IV. Ferdinánd nápolyi királlyal jegyeztek el, de meghalt az esküvő előtt.
- Mária Jozefa főhercegnő (1751–1767), akit elhalt nővére, Johanna Gabriella után szintén IV. Ferdinánd nápolyi királlyal jegyeztek el, de ő is meghalt az esküvő előtt.
- Mária Karolina Lujza főhercegnő (1752–1814), aki elhalt nővérei helyett 1768-ban feleségül ment IV. Ferdinánd nápolyi királyhoz (1751–1825), a későbbi I. Ferdinánd nápoly–szicíliai királyhoz, így Nápoly és Szicília királynéja lett.
- Ferdinánd Károly Antal főherceg (1754–1806), Lombardia főkormányzója, aki 1771-ben feleségül vette Estei Mária Beatrix modenai hercegnőt (1750–1829), és megalapította a Habsburg-ház Este-Modenai ágát.
- Mária Antónia főhercegnő (1755–1793), aki 1770-ben XVI. Lajos francia király felesége lett. Lajos Károly francia trónörökös herceg édesanyja. A francia forradalom során férjével együtt kivégezték. Fia 1795-ben fogságban halt meg.
- Miksa Ferenc főherceg (1756–1801) püspök, kölni választófejedelem, a Német Lovagrend nagymestere.

A főhercegnő Mária Terézia kedvenc gyermeke volt, talán mert május 13-án, anyja születésnapján született. Olyan mértékben kényeztette, hogy ez komoly féltékenységet és rivalizálást eredményezett testvérei között. Mária Krisztina kiemelkedően intelligens leány volt, de makacs, szeszélyes és féltékeny. Öccse, Lipót főherceg még 1776-ban (!) is úgy nyilatkozott róla, hogy nővére teljesen lefoglalja magának az anyját. Legidősebb nővére, Mária Anna Jozefa sokat szenvedett Mária Krisztina gonosz gúnyolódásaitól testi hibája miatt, amelyet betegsége okozott. Bátyja, József főherceg különösen neheztelt húgára, mivel első felesége, Izabella Bourbon–parmai hercegnő (1741–1763) jobban kedvelte Mária Krisztina társaságát, mint saját férjéét. Az udvarban közszájon forgott a két főhercegnő feltűnően szoros kapcsolata. Rajongó szerelmes leveleket írtak egymásnak. Leszbikus viszonyukra más írott dokumentumok is utalnak. Mária Terézia egyik levele szerint „e rajongó kapcsolat valójában túllép azon a határon, amelyen belül egy ilyen rokonszenvnek meg kellene maradnia, a mi felfogásunk szerint.”
Izabella főhercegné 1763-ban meghalt. Mária Krisztina ezután beleszeretett Lajos Jenő württembergi hercegbe (1731–1795), de nem engedték, hogy hozzámenjen, mert Lajos a felvilágosodás híve, Rouseeau és Voltaire követője volt (bár később, élete végén szembefordult a felvilágosodással).

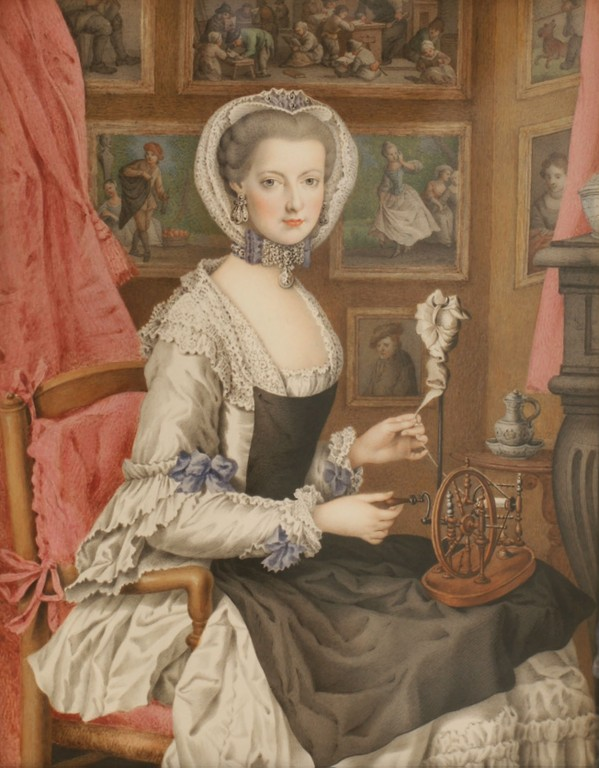
Mária Krisztina osztrák főhercegnő (önarckép)

### Házassága
Mária Krisztina 1760 körül megismerkedett Albert Kázmér szász–tescheni herceggel (1738–1822), akinek apja, III. Ágost lengyel király (1696–1763) egyben (II. Frigyes Ágost néven) szász választófejedelem is volt. Anyja Christiane Eberhardine von Brandenburg-Bayreuth porosz hercegnő volt. A herceg, öccsével, Kelemen Vencel herceggel (1739–1812) együtt a császári hadseregben teljesített szolgálatot, lovassági tábornoki rangra jutott, és gyakran megfordult a bécsi udvarban. Egymásba szerettek, de Ferenc császár ellenezte házasságukat, mert a fiatal Albertnek kevés esélye volt a lengyel vagy a szász trón megöröklésére. A Habsburg császár leányainak dinasztikus-politikai számítás alapján kerestek férjet. Mária Krisztinát apja saját unokaöccséhez, Chablais hercegéhez akarta hozzáadni. Mária Terézia inkább hajlott az engedékenységre, és Albert herceget még 1765 végén kinevezte tábornaggyá és a Magyar Királyság osztrák helytartójává.
Ferenc császár 1765 augusztusában bekövetkezett váratlan halála mély kétségbeesésbe taszította Mária Teréziát. Az intelligens Mária Krisztina jól értett anyja érzelmeinek manipulálásához, és anyja gyengeségét kihasználva kierőszakolta engedélyét a szász-lengyel herceggel kötendő azonnali házassághoz. A főhercegnő 1766. április 8-án az alsó-ausztriai Gänserndorf közelében fekvő Schlosshofban férjhez ment Albert Kázmér herceghez. Az esküvő résztvevői még gyászruhát viseltek az elhunyt császárért. A menyasszony hozományként megkapta az osztrák Sziléziában fekvő Tescheni Hercegséget, Ferenc császár örökségéből. Ettől kezdve viselte a tescheni hercegnői címet. Férje, Albert Kázmér felvehette Teschen hercegének címét.
A fiatalok szerelmi házassága boldognak bizonyult, ami leánytestvéreinek nem adatott meg. Egyetlen leányuk született, Mária Terézia Krisztina szász hercegnő (1767. május 16–17.), aki azonban egynapos korában meghalt, a további gyermekáldás elmaradt. 1792-ben, amikor II. Lipót császár (Mária Krisztina főhercegnő öccse) és Mária Ludovika császárné mindketten meghaltak, Mária Krisztina rábeszélte férjét, hogy fogadják örökbe unokaöccsét, Károly főherceget (1771–1847), az elhunyt Lipót császár egyik árván maradt fiát. A fiatalembert Bécsben neveltették, később császári tábornaggyá lett.

### Pozsony és Brüsszel
1765 és 1780 között Albert Kázmér herceg a Magyar Királyság osztrák helytartójaként az ország akkori fővárosában, Pozsonyban székelt. A pozsonyi várban laktak, amelyet Mária Terézia másfél millió (akkori) forintért alakíttatott át és rendeztetett be részükre. A nyarakat Moson vármegyében, a féltoronyi kastélyban töltötték (ma: Halbturn, Burgenland). Távozásuk után két évtizeddel, 1811-ben a fényűző pozsonyi rezidenciát tűzvész pusztította el.
1780-ban, Mária Terézia halála után fia, II. József császár Albert Kázmér herceget nevezte ki Németalföld osztrák főkormányzójának, Károly Sándor lotaringiai herceg helyére. Mária Krisztina főhercegnőt társkormányzóvá nevezte ki, férje mellé. A brüsszeli Laeken kastélyban éltek, itt gondozták és gyarapították a férj híres műgyűjteményét. A laekeni kastély ma a belga királyi család otthona.
Kivételezett helyzete és szeszélyes természete miatt Mária Krisztinát testvérei sem kedvelték, viszonyuk még anyjuk halála (1780) után sem javult meg. Amikor Versailles-ban meglátogatta legkisebb húgát, Marie Antoinette francia királynét, az alig vett róla tudomást, úgy kezelte, mint bármilyen hivatalos látogatót. Mária Krisztina meg akarta látogatni húga magánlakosztályát, a Kis-Trianon kastélyt, de Mária Antoinette ezt megtagadta. 1793-ban, amikor híre jött, hogy a forradalmárok Marie Antoinette-et nyaktiló alá küldték, feljegyezték, hogy Mária Krisztina csak annyit mondott: „A húgomnak nem oda kellett volna férjhez mennie.”

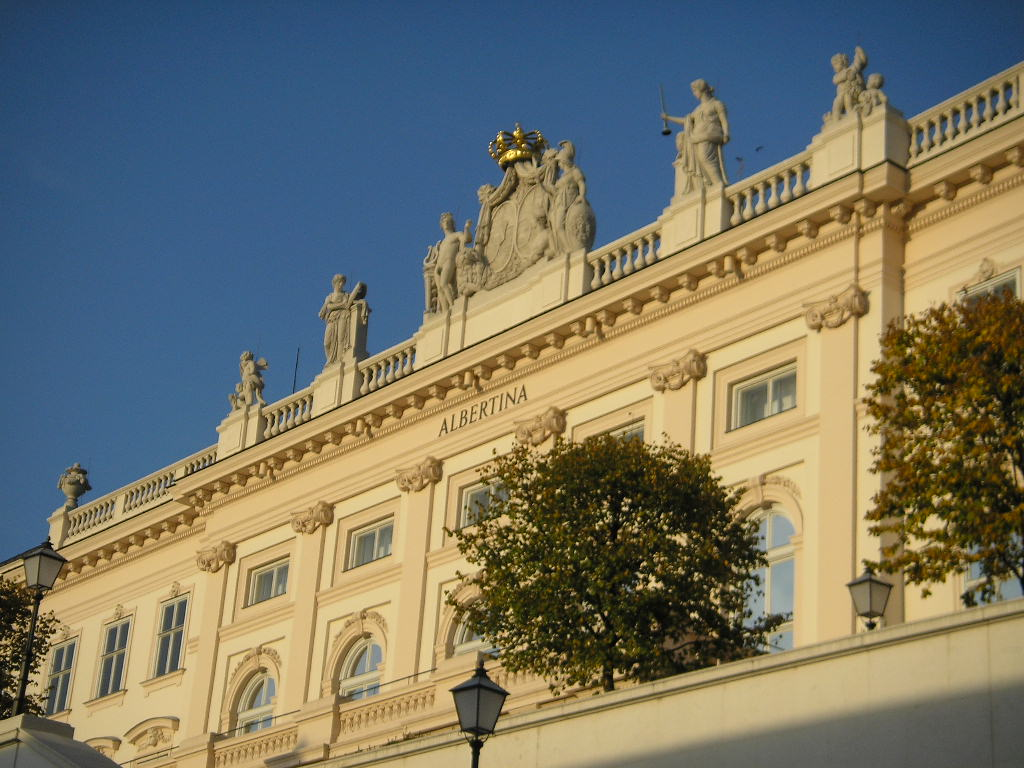
A bécsi Albertina palota.

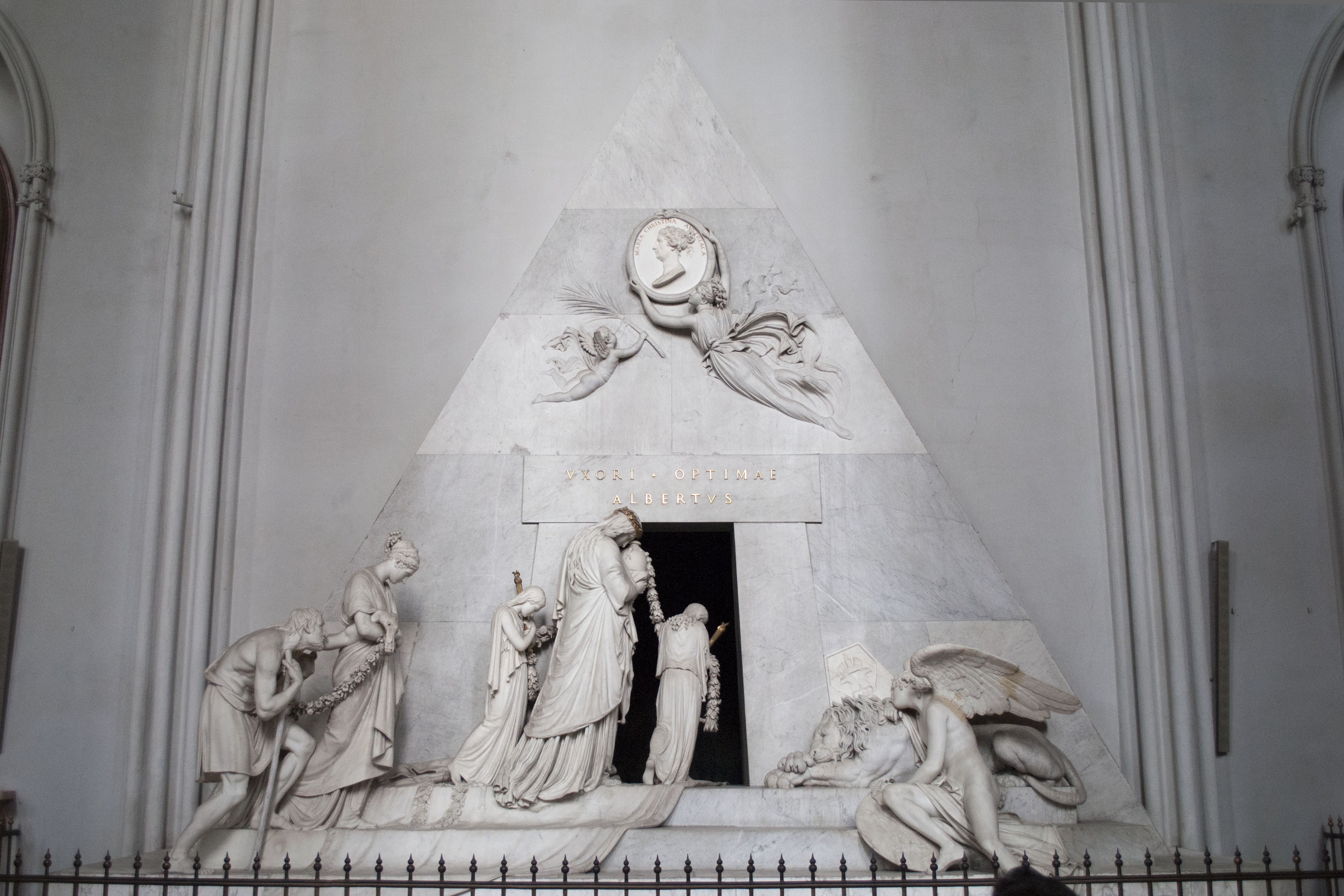
Mária Krisztina síremléke az Ágostonrendiek templomában

### Utolsó évei Bécsben
1789-ben a francia forradalmi háborúk fenyegetése elől az osztrák főkormányzónak menekülnie kellett Brüsszelből, ahová francia köztársasági csapatok vonultak be. 1792-ben rövid időre visszatérhettek, de 1793-ban végleg távozniuk kellett. Bécsbe költöztek, a Hofburg szomszédságában megvették és kibővítették a mai Albertina palotát, és ide menekítették Brüsszelből Albert Kázmér herceg műgyűjteményét is. Mária Krisztina maga is szívesen és tehetségesen rajzolt, keze munkái ma a Schönbrunni kastélyban vannak kiállítva.
A főhercegnő 1798-ban gyomorbetegség (hastífusz) következtében meghalt. A császári család temetkezőhelyén, a bécsi kapucinusok templomában, a toszkánai ághoz tartozó családtagok kriptájában temették el. Férje az Ágostonrendiek bécsi templomában (Augustinerkirche), a Hofburg szomszédságában impozáns síremléket (cenotáfiumot) készíttetett emlékére Antonio Canova olasz szobrásszal. Figyelemre méltó, hogy síremlékén több, a szabadkőművesek által kedvelt szimbólum is megtalálható, hiányoznak viszont a keresztény jelképek.
Albert Kázmér herceg halála után a tescheni hercegi birtokokat, az Albertina palotát és a műgyűjteményt Károly főherceg, majd az ő fia, Albert főherceg tábornagy örökölték. Az 1919-ben államosított Albertina hírneves grafikai gyűjteménye ma itt látható.

## Külső hivatkozások
- Életrajzi adatai.
- Antonio Canova által készített emlékszobra a bécsi Augustinerkirché-ben (1805).
- Életrajza (Sophie Literature sor.)